# Томас-Морс MB-9
Томас-Морс MB-9 (енгл. Thomas-Morse MB-9) је амерички ловачки авион који је производила фирма Томас-Морс (енгл. Thomas-Morse). Први лет авиона је извршен 1922. године. 

Највећа брзина авиона при хоризонталном лету је износила 274 km/h.
Распон крила авиона је био 8,84 метара, а дужина трупа 5,79 метара. Био је наоружан једним митраљезом калибра 7,62 mm и једним 12,7 mm.

## Наоружање
| Наоружање авиона: Томас-Морс   |            |
| Ватрено (стрељачко) наоружање  |            |
| Топ                            |            |
| Митраљез                       |            |
| Број и ознака митраљеза        | 1 + 1      |
| Калибар                        | 7,62, 12,7 |
| Бомбардерско наоружање (бомбе) |            |
| Ракетно наоружање (ракете)     |            |